# Eric Shipton
Eric Earle Shipton (Hatton, Sri Lanka, 1 de agosto de 1907-Wiltshire, Inglaterra, 28 de marzo de 1977) fue un alpinista y explorador británico. Se destacó por la exploración y ascenso de numerosas montañas en el Himalaya, África y Tierra del Fuego.

## Biografía
Eric Earle Shipton nació en 1907 en Ceilán, actual Sri Lanka, hijo de Cecil Shipton e Isobel Earle; su padre, un plantador de té, murió antes de que Eric cumpliera tres años, y su madre pronto decidió enviarlo a estudiar a Inglaterra. Después de no haber conseguido ingresar en la Harrow School, Shipton fue enviado a la Pyt House School en Wiltshire; su primer contacto con las montañas ocurrió a los 15 años, cuando visitó los Pirineos con su familia. El verano siguiente viajó a Noruega con un compañero de escuela, donde se interesó en el alpinismo y la exploración.
Tras fallar su intento de ingresar en la Universidad de Cambridge debido a su dislexia, Shipton se trasladó en 1928 a Kenia, donde intentó tener éxito como plantador de café. Allí conoció al funcionario colonial Percy Wyn-Harris, también apasionado del alpinismo. Juntos dirigieron su atención al Monte Kenia, que hasta entonces solo había sido escalado una vez. En 1929, ambos alcanzaron la cima por una nueva ruta y fueron los primeros en escalar el pico Nelion, que es unos pocos metros más bajo que la cumbre principal, Batian. El relato de la ascensión que Shipton escribió para el East Africa Standard atrajo la atención de otro plantador de café aficionado al alpinismo, Bill Tilman. Juntos, ascendieron por primera vez la cresta occidental del Monte Kenia y abrieron nuevas rutas en el Ruwenzori.
La noticia de sus ascensiones le valió una invitación de Frank Smythe para unirse a la expedición al Himalaya en 1931; en esa ocasión, Shipton escaló 11 de las 12 cumbres alcanzadas por los miembros, incluida la cima del Kāmet, que con sus 7.816 m era en ese momento la montaña más alta alcanzada por el hombre. En 1933 fue invitado por Hugh Ruttledge a participar en la cuarta expedición británica al Everest en 1933; en esa ocasión, se estableció un campamento a una altitud de 8.354 m, y su antiguo compañero, Percy Wyn-Harris, encontró un piolet que pertenecía a George Mallory o Andrew Irvine. Al año siguiente, Shipton y Tilman lograron encontrar el paso para acceder, a través de las gargantas del Rishi Ganga, al santuario de Nanda Devi, considerado la morada de la diosa Parvati.
Durante los años 1930, Shipton participó en las cuatro expediciones británicas al Everest. En 1936 estuvo a punto de ser sepultado por una avalancha y volvió con las expediciones de 1938 y 1939. En 1937, junto a Tilman, exploró el valle del Shaksgam hasta alcanzar la cara norte del K2. Esta expedición inspiró lo que muchos consideran su mejor libro, Blank on the Map.
Durante la Segunda Guerra Mundial, Shipton fue nombrado cónsul general británico en Kashgar, donde permaneció entre 1940 y 1942. A su regreso a Inglaterra, se casó con Diana Channer, pero pronto fue enviado a Irán con funciones diplomáticas. Después de formar parte de la misión militar británica en Hungría, regresó a Kashgar y más tarde fue nombrado cónsul general en Kunming, China. En 1951, dirigió una nueva expedición al Everest, donde identificó la ruta a través del glaciar Khumbu y el Western Cwm, que se utilizaría dos años después para la primera ascensión exitosa. Aunque fue considerado un candidato natural para dirigir la expedición de 1953, el Alpine Club y la Royal Geographical Society eligieron en su lugar al coronel John Hunt.
Posteriormente, Shipton participó en otras exploraciones en zonas inexploradas del planeta. En 1960, descubrió el primer volcán activo de la Patagonia, llamado volcán Lautaro; en 1962 escaló la cumbre más alta de Tierra del Fuego, que hoy lleva su nombre, junto a los chilenos Cedomir Marangunic, Eduardo García y Francisco Vivanco. Ese mismo año formó parte de la primera expedición montañera (chileno-británica) que cruzó longitudinalmente el Campo de Hielo Patagónico Sur entre el Pacífico y el borde oriental.
En 1976, tras regresar de un viaje a Bután, le fue diagnosticado un tumor, que lo llevó a la muerte en 1977. Fue incinerado en Salisbury y sus cenizas fueron esparcidas.